# Кондучалова Кулуйпа
Кулуйпа Кондучалівна Кондучалова (15 червня 1920, аїл Кара-Джигач Пішпецького повіту Семиріченської області, тепер Аламудунського району Чуйської області, Киргизстан — 7 вересня 2013, місто Бішкек, Киргизстан) — радянська киргизька діячка, заступник голови Ради міністрів Киргизької РСР, міністр закордонних справ та міністр культури Киргизької РСР, секретар ЦК КП(б) Киргизії. Депутат Верховної ради Киргизької РСР 2—3-го та 5—9-го скликань. Депутат Верховної ради СРСР 4—5-го скликань.

## Життєпис
Народилася в багатодітній бідній селянській родині. Закінчила сільську школу. У 1935 році вступила до комсомолу.
У 1938 році закінчила Фрунзенський педагогічний технікум (педагогічне училище).
З 1938 по 1940 рік — вчитель початкових класів, завідувач навчальної частини, директор неповної середньої школи села Куланак Наринського району Тянь-Шаньської області.
У 1940—1941 роках — секретар із пропаганди Тянь-Шаньського обласного комітету ЛКСМ Киргизії.
Член ВКП(б) з січня 1941 року.
У 1941—1943 роках — заступник голови виконавчого комітету Тянь-Шаньської обласної ради депутатів трудящих; лектор Тянь-Шаньського обласного комітету КП(б) Киргизії; лектор ЦК КП(б) Киргизії.
У 1943—1945 роках — слухач Вищої партійної школи при ЦК ВКП(б) у Москві.
У 1945—1947 роках — заступник завідувача відділу пропаганди та агітації Фрунзенського обласного комітету КП(б) Киргизії; заступник відповідального редактора киргизького республіканського журналу «Комуніст»; завідувач відділу по роботі серед жінок ЦК КП(б) Киргизії.
З 1947 по травень 1948 року — секретар Президії Верховної ради Киргизької РСР.
У травні 1948 — 1949 року — секретар Джалал-Абадського обласного комітету КП(б) Киргизії з пропаганди та агітації.
У березні 1949 — квітні 1952 року — заступник голови Президії Верховної ради Киргизької РСР.
9 січня — 20 вересня 1952 року — секретар ЦК КП(б) Киргизії.
У 1952 — липні 1953 року — завідувач відділу по роботі серед жінок ЦК КП Киргизії.
У липні 1953 — 1958 року — заступник голови Ради міністрів Киргизької РСР.
Одночасно, 15 вересня 1953 — 1963 року — міністр закордонних справ Киргизької РСР.
У 1958—1980 роках — міністр культури Киргизької РСР.
З 1980 року — персональний пенсіонер у місті Фрунзе (Бішкеку).
У 1980—1991 роках — голова Президії Центральної ради товариства охорони пам'яток історії та культури Киргизької РСР. З 1991 року — голова Киргизького республіканського товариства охорони пам'яток історії та культури.
Померла 7 вересня 2013 року в місті Бішкеку. Громадянська панахида відбулася 9 вересня 2013 року у Киргизькому драматичному театрі імені Т. Абдимомунова. Того ж дня її поховали на Ала-Арчинському цвинтарі Бішкеку.

## Нагороди
- Герой Киргизької Республіки (18.09.2011)
- орден «Манас» І ст. (Киргизстан) (16.09.2000)
- орден «Манас» ІІІ ст. (Киргизстан) (4.02.1997)
- орден Леніна
- два ордени Трудового Червоного Прапора
- орден «Знак Пошани»
- Пам'ятна золота медаль «Манас-1000» (Киргизстан) (15.08.1995)
- медаль «За доблесну працю у Великій Вітчизняній війні 1941—1945 рр.»
- медаль «За трудову відзнаку»
- медалі
- Почесна грамота Киргизької Республіки (1994)
- лауреат Міжнародної премії Курманжан датка
- Заслужений діяч культури Киргизької Республіки (1995)
- Почесний громадянин Бішкека